# Maison Arcambal
La maison Arcambal, hôtel de Briance dit aussi hôtel Vergnes de Ferron, est un monument historique située à Martel dans le Lot (Région Occitanie).

## Historique
La maison Arcambal,ou hôtel de Briance, est un hôtel particulier construit à la fin du XVIe siècle par une riche famille de Martel. Elle témoigne de la richesse de la ville du XVe siècle au XVIe siècle époque pendant laquelle les notables de la ville se sont fait construire de beaux hôtels particuliers. L'hôtel a d'abors appartenu à la famille de Briance puis à celle Vergnes de Ferron. 
Il reste des vestiges d'une construction médiévale du XIIIe siècle ou du XIVe siècle sur les façades est et sud.
La porte monumentale avec ses vantaux de l'édifice a été inscrite au titre des monuments historiques le 31 mars 1928.